# DES-X
En la criptografia, DES-X (o DESX) és una variant en el DES (Estàndard de xifratge de Dades) de xifratge per blocs pensada per augmentar la complexitat d'un atac per la força de bruta que fa servir una tècnica anomenada key whitening.
L'algorisme de DES original es va definir el 1976 amb una mida de clau de 56 bits: 256 possibilitats per a la clau. Hi havia crítiques que una recerca exhaustiva podria estar dins de les capacitats de governs grans, especialment el National Security Agency (NSA) dels Estats Units. DES-X va ser un esquema d'augmentar la mida clau de DES sense canviar substancialment l'algoritme, proposat per Ron Rivest el maig de 1984.
L'algoritme es va incloure a la biblioteca criptogràfica de BSAFE de Seguretat RSA des dels últims anys 1980.
DES-X augmenta DES aplicant un XOR amb 64 bits extres de clau (K1) al text clar abans del DES i llavors aplicant un altre XOR amb 64 bits més de clau (K₂) després del xifratge amb el DES:
{\displaystyle {\mbox{DES-X}}(M)=K_{2}\oplus {\mbox{DES}}_{K}(M\oplus K_{1})}
La mida clau s'augmenta així fins a 56 + 2 × 64 = 184 bits.
Tanmateix, la mida efectiva de la clau (seguretat) només s'augmenta fins a 56+64-1-lg(M) =119 - lg(M) = ~119 bits, on M és el nombre de parelles de texts clars/texts xifrats que l'adversari pot obtenir, i lg() denota el logaritme binari. (A causa d'això, algunes aplicacions de fet fan que K₂ sigui una funció unidireccional de K1 i K.)
DES-X també augmenta la força de DES contra el criptoanàlisi diferencial i el criptoanàlisi lineal, encara que la millora és molt més petita que en el cas d'atacs per la força bruta. Es calcula que criptoanàlisi diferencial exigiria 261 texts clars escollits (contra. 247 pel DES), mentre que el [criptoanàlisi lineal exigiria 260 texts clars coneguts (contra. 243 del DES.) Fixeu-vos que amb 264 texts clars (coneguts o escollits és el mateix en aquest cas), DES (o en efecte qualsevol altre xifratge per bloc amb una mida del bloc de 64 bits) està completament desxifrat pel mètode elemental de l'atac del llibre de codis.